# ウンディナ
ウンディナ（Undina）は、中生代ジュラ紀後期に生息していた硬骨魚類の一種。
シーラカンス目中のラティメリア科に分類される1属であり、現生のシーラカンスとして知られるラティメリア属に最も近縁と考えられている絶滅種の一つである。
その化石はドイツのゾルンホーフェンで見つかっている。

## 学名
属名 Undina は、四大精霊（エレメンタル）の一つであり四大元素の水を司る undine （ウンディーネ）の名に由来する。

## 特徴

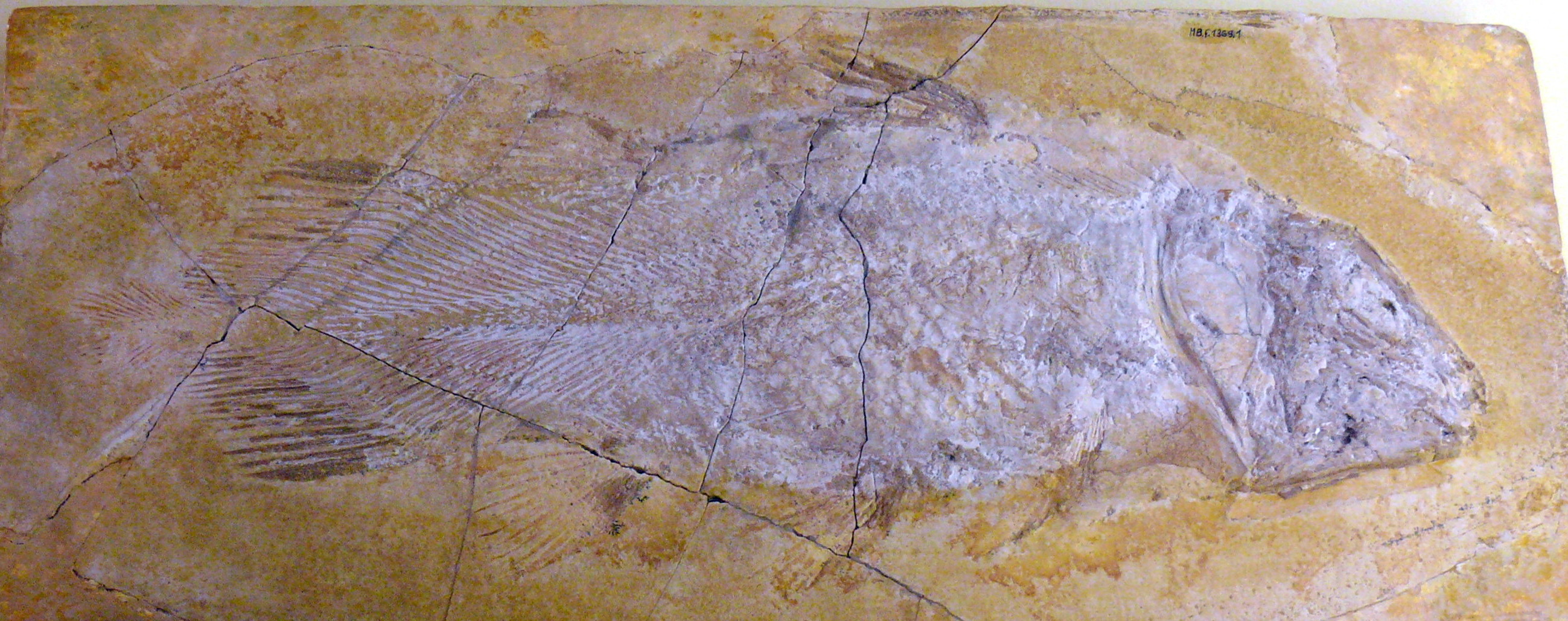
ウンディナ・ペニキルラタ Undina penicillata の化石標本（ドイツ）

ウンディナ属はラティメリア属ほどの極めて目立つ筋肉質の柄を鰭（ひれ）に持たないが、本来の尾鰭が上の第三背鰭、下の第二臀鰭と一体化するような形で大きな尾鰭を形成している点や、頭部から尾鰭にまで体を貫くように通る椎骨などは共通する特徴である。